# نظام تحديد الجنس Xo

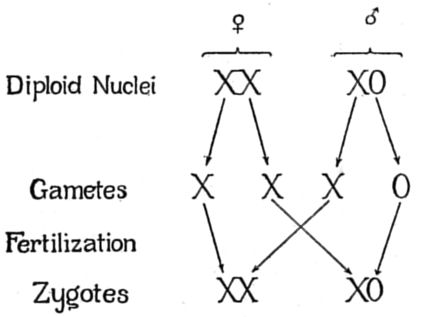
وراثة الكروموسومات الجنسية في تحديد الجنس XO

نظام تحديد الجنس Xo (بالإنجليزية: X0 sex-determination system)‏هو النظام المسؤول عن تحديد الجنس في:
- معظم العناكب [1] باستثناء أنواع العث حيث تمتلك الغالبية نظام الفردانية الضِعْفانِيَّة[2][3]
- تقريبا جميع الحشرات من اللاجناحيات والقديمة الأجنحة (مثل اليعسوب و السمك الفضي )
- معظم الحشرات الخارجية الأجنحة (مثل الجراد، الجداجد الحقيقية، والصراصير )
- بعض الديدان الخيطية، [1] القشريات، [1] الرخويات المعدية [4] والأسماك العظمية، [5] خاصة في جنس Ancistrus .[6]

في هذا النظام، يوجد كروموسوم جنسي واحد فقط، يشار إليه باسم X. يكون لدى الذكور كروموسوم X واحد فقط (X0)، بينما للإناث اثنين (XX). يشير الصفر (أحيانًا الحرف O) إلى عدم وجود حرف X ثاني. دائماً تحتوي الأمشاج الأموية على كروموسوم X، وبالتالي فإن جنس ذرية الحيوانات يعتمد على ما إذا كان كروموسوم الجنس موجودًا في المشيج الذكري. يحتوي الحيوان المنوي عادة على كروموسوم X واحد أو لا يحتوي على كروموسومات جنسية على الإطلاق.
في متغير من هذا النظام، لدى معظم الأفراد كروموسومات جنسية (XX)وهي خنثى، وتنتج كل من البيضة والحيوانات المنوية التي يمكن أن تخصب نفسها، في حين أن الأفراد النادرة هي الذكور لديها كروموسوم جنسي واحد فقط (X0).
الكائن الحي النموذجي Caenorhabditis elegans - وهو أحد أنواع الديدان الأسطوانية كثيراً ما يستخدم في البحوث البيولوجية - هو أحد هذه الكائنات الحية.
بعض أنواع ذبابة الفاكهة لديها ذكور X0. ويعتقد أن هذه تنشأ عن طريق فقدان كروموسوم Y.

## التوالد البكري
التوالد البكري مع X0، يمكن أن يحدث تحديد الجنس عن طريق آليات مختلفة لإنتاج ذكر أو أنثى. 

## في البشر
في البشر، يُعرف وجود كروموسوم X واحد فقط باسم متلازمة تيرنر. ومع ذلك، فإن هؤلاء الأفراد يكونون بصفة عامة إناثاً، لأن البشر لديهم نظام XY لتحديد الجنس.